# Mandla Masango
Mandla Masango (Kwaggafontein, 18 de julho de 1989) é um futebolista profissional sul-africano que atua como meia.

## Carreira
Mandla Masango representou o elenco da Seleção Sul-Africana de Futebol no Campeonato Africano das Nações de 2015.